# Laure Manaudou
Laure Manaudou (Villeurbanne, 9 oktober 1986) is een topzwemster uit Frankrijk.

## Carrière
Ze beleefde haar internationale doorbraak in 2004 bij de Europese kampioenschappen langebaan (50 meter) in Madrid. De dochter van een Franse vader en een Nederlandse moeder, voormalig badmintonster Olga Schippers uit Roosendaal, won er drie gouden medailles: op de 400 meter vrije slag, de 4×100 meter vrije slag en de 100 meter rugslag. Haar naam was gevestigd, en het was dan ook geen verrassing dat de Française, lid van zwemclub Melun-Dammarie, een paar maanden later bij de Olympische Spelen in Athene zegevierde op de 400 vrij.
Het betekende Frankrijks eerste gouden plak ooit op de Spelen voor een vrouw bij het zwemmen. Op de dubbele afstand, de 800 meter vrije slag, moest Manaudou genoegen nemen met de zilveren medaille, nadat ze in de slotfase voorrang moest verlenen aan de Japanse Ai Shibata. Op de 100 meter rugslag ten slotte eindigde ze als derde, goed voor de bronzen medaille. In eigen land was Manaudou op slag een volksheldin. Ze stond twee keer op de cover van het populaire magazine Paris Match, werd aan het einde van het jaar verkozen tot Frankrijks Sportvrouw van het Jaar en fungeerde als het uithangbord van de - mislukte - campagne van Parijs om de Olympische Spelen van 2012 binnen te halen.
In december van datzelfde jaar dreigde Manaudou evenwel om voortaan uit te zullen komen voor haar tweede vaderland Nederland. Aanleiding voor dat dreigement waren in haar ogen denigrerende opmerkingen van de voorzitter van de Franse zwembond, Claude Fauquet, die haar wereldrecord op de 1500 meter vrije slag in twijfel had getrokken. Manaudou zei daarop te overwegen om gebruik te gaan maken van haar Nederlandse paspoort, maar trok dat dreigement later in.
Bij de wereldkampioenschappen langebaan in Montreal wint Manaudou op de openingsdag de 400 meter vrije slag, na zich op de valreep (achtste plaats) geplaatst te hebben voor de finale. Een van de doelen van de pupil van trainer-coach Philippe Lucas is het verbeteren van het uit 1988 (Olympische Spelen) stammende wereldrecord van de Amerikaanse Janet Evans op haar favoriete afstand.
Op 4 december 2005 wist Manaudou bij de Franse kampioenschappen kortebaan het Europees record op de 400 meter vrije slag te verbeteren. De 4.00,20 die ze zwom was ruim een seconde sneller dan het oude record dat sinds 2002 stond op naam van Jana Klotsjkova.
Nog geen week later tijdens de EK kortebaan 2005 regeerde de Française wederom. Ze wist op drie individuele nummers de gouden plak in de wacht te slepen, waarvan er twee een wereldrecord opleverden. Het begon op de 800 meter vrije slag, waarin ze ruime afstand nam op haar naaste concurrenten. Alleen Anastasia Ivanenko kon nog enigszins in de buurt komen, maar Manaudou zwom met speels gemak naar een wereldrecord van 8.11,25 wat bijna drie seconden sneller was dan de Russische. Diezelfde dag zwom Manaudou ook nog op de 100 meter rugslag. Op deze totaal andere afstand toonde ze haar veelzijdigheid, want ook deze titel werd relatief gemakkelijk binnengehaald in een tijd van 58,12. De volgende dag was ze nog altijd in de 'winning mood' en de ontketende Française liet geen spaan heel van haar concurrentie op de 400 meter vrije slag. Dit keer bleef ze bijna vier seconden voor op haar concurrenten. De 3.56,79 die ze zwom, was een wereldrecord.

## Internationale toernooien
| Jaar | Olympische Spelen                                      | WK langebaan | WK kortebaan  | EK langebaan | EK kortebaan                                                                       |
| ---- | ------------------------------------------------------ | --- | ------------- | --- | ---------------------------------------------------------------------------------- |
| 2002 |                                                        | | geen deelname | geen deelname | 5e 50 m rugslag 5e 100 m rugslag 7e 4×50 m wisselslag 8e 4×50 m vrije slag         |
| 2003 |                                                        | 7e 50 m rugslag 11e 100 m rugslag 13e 400 m vrije slag 19e 800 m vrije slag                                                             |               | | 100 m rugslag · 11e 400 m vrije slag · 15e 200 m vrije slag · 6e 4×50 m vrije slag |
| 2004 | 400 m vrije slag · 800 m vrije slag · 100 m rugslag    | | geen deelname | 400 m vrije slag · 100 m rugslag · 4×100 m wisselslag | geen deelname                                                                      |
| 2005 |                                                        | 400 m vrije slag · 12e 1500 m vrije slag · 5e 4×200 m vrije slag                                                                        |               | | 400 m vrije slag · 800 m vrije slag · 100 m rugslag · 24e 200 m vrije slag         |
| 2006 |                                                        | | geen deelname | 400 m vrije slag · 800 m vrije slag · 100 m rugslag · 200 m wisselslag · 200 m vrije slag · 18e 400 m wisselslag · 4×200 m vrije slag · 4×100 m wisselslag | 400 m vrije slag · 800 m vrije slag · 100 m rugslag · 4e 4×50 m wisselslag         |
| 2007 |                                                        | 200 m vrije slag · 400 m vrije slag · 800 m vrije slag · 100 m rugslag · 8e 1500 m vrije slag · serie 50 m rugslag · 4×200 m vrije slag |               | | 400 m vrije slag · 100 m rugslag · 200 m vrije slag · 4×50 m wisselslag            |
| 2008 | 7e 100 m rugslag 8e 400 m vrije slag 15e 200 m rugslag | | geen deelname | 200 m rugslag · 100 m rugslag · 4×200 m vrije slag | 100 m rugslag · 9e 200 m rugslag · 10e 4×50 m wisselslag                           |

## Naaktfoto's
Eind december 2007 liep een verbroken liefdesaffaire van Manaudou met haar voormalige partner Luca Marin uit de hand. Tijdens het EK kortebaan liep Marin verscholen onder een cape naar de kleedruimte waarin zijn ex zich aan het voorbereiden was voor de zwemfinales. Daar begon hij zijn oude liefde uit te foeteren, omdat zij eerder een ring die ze van hem had gekregen, had weggegooid. De Italiaanse zwemmer Filippo Magnini moest Marin uit de ruimte verwijderen. De Fransen dienden een klacht in bij de Europese zwembond.
Een dag na dit incident verschenen er zeer expliciete naaktfoto’s van Manaudou op het internet. Het betrof naast onschuldige exemplaren ook enkele foto's in zeer expliciete poses en van het bedrijven van orale seks. De foto's haalden overal in de wereld het nieuws, met name via vele weblogs. Manaudou gaf aan zeer geschokt te zijn, en trok zich uit de publieke belangstelling terug. Haar website werd "wegens onderhoud" uit de lucht gehaald.